# Bosque mixto atlántico
El bosque mixto atlántico es una ecorregión de la ecozona paleártica, definida por WWF, que se extiende por la costa atlántica de Europa Occidental.

## Descripción
Es una ecorregión de bosque templado de frondosas que ocupa 399.100 kilómetros cuadrados a lo largo de la costa atlántica de Europa. Ocupa la mitad oeste de la península de Jutlandia, en Dinamarca, el noroeste de Alemania, la práctica totalidad de los Países Bajos, el norte y el oeste de Bélgica y de Francia, las Islas del Canal, pertenecientes al Reino Unido y el extremo norte de España y Portugal
Es una región de llanuras costeras; el único relieve de importancia se encuentra en Bretaña￼￼ y el norte de España.
También observamos como crecen tras estar en el atlántico.

## Flora
La vegetación incluye áreas de hayedos y robledales, con plantas adaptadas a condiciones de salinidad elevada.

## Fauna
La diversidad de aves es especialmente alta. Suele estar esta zona ricamente poblada por jabalíes,zorros,osos,lobos y especies muy diversas de pequeños mamíferos.Es parecido al sotobosque finlandés y alemán.

## Estado de conservación
En peligro crítico. La mayor parte de la vegetación original ha desaparecido debido a la acción humana.